# مارسيلو ألتاميرانو
مارسيلو ألتاميرانو (بالإسبانية: Marcelo Altamirano)‏ هو لاعب كرة قدم ومدرب كرة قدم تشيلي، ولد في 31 يناير 1985 في تشيلي. لعب مع نادي كونسيبسيون ‏.